# Sikö naturreservat
Sikö är ett naturreservat i Jälluntofta socken i Hylte kommun i Småland (Hallands län).
Reservatet är 3,5 hektar stort och skyddat sedan 1957.

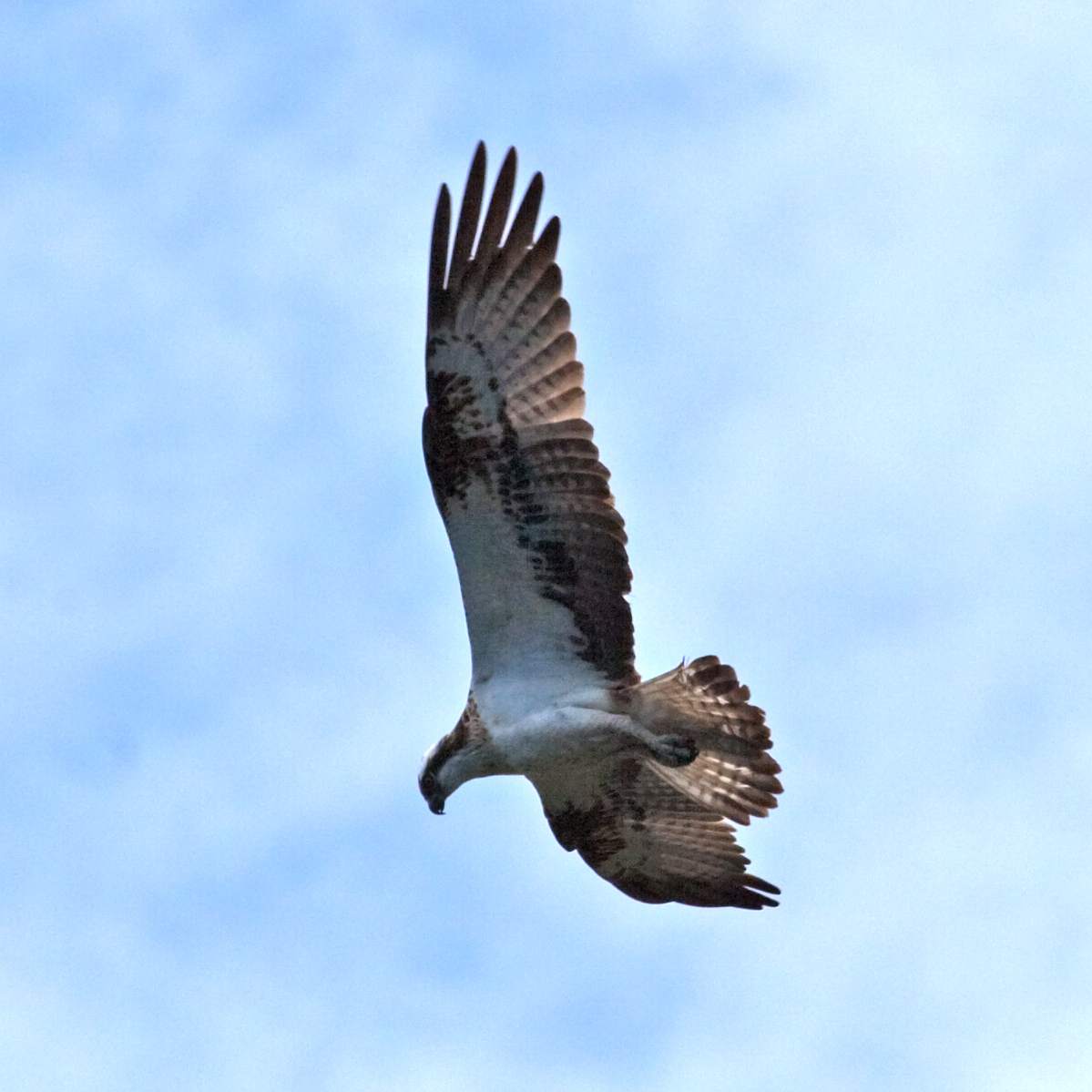
Fiskgjuse

Det består av ön Sikö och två mindre skär i sjön Jällunden. Öarna, som mest är bevuxna av barrskog, har stor betydelse för fågellivet och därför förbjudna att beträda under vissa tider av året. Området är just ett reservat för att skydda häckningsplatser för fågel. Då området skyddades 1957 angavs glada och fiskgjuse som där häckande fåglar. Området är ett fågelskyddsområde och ej anpassat för besökare.